# Honda RA107
O RA107 é o modelo da Honda da temporada de 2007 da Fórmula 1. Condutores: Jenson Button e Rubens Barrichello. 
O carro foi a maior decepção da temporada, apresentando vários problemas.
A equipe conquistou apenas 6 pontos, todos marcados por Jenson Button.

## Resultados[1]
(legenda) 
|      |       |                 |   |   |                    |     |     |     |     |     |     |     |     |     |     |     |     |     |     |     |     |     |   |    |  |  |
|      |       |                 |   |   |                    | AUS | MAL | BHR | ESP | MON | CAN | USA | FRA | GBR | EUR | HUN | TUR | ITA | BEL | JPN | CHN | BRA |   |    |  |  |
| 2007 | RA107 | Honda RA807E V8 | B | 7 | Jenson Button      | 15  | 12  | Ret | 12  | 11  | Ret | 12  | 8   | 10  | Ret | Ret | 13  | 8   | Ret | 11† | 5   | Ret | 6 | 8° |  |  |
| 2007 | RA107 | Honda RA807E V8 | B | 8 | Rubens Barrichello | 11  | 11  | 13  | 10  | 10  | 12  | Ret | 11  | 9   | 11  | 18  | 17  | 10  | 13  | 10  | 15  | Ret | 6 | 8° |  |  |

† Completou mais de 90% da distância da corrida.